# Sieboldius herculeus
Sieboldius herculeus – gatunek ważki z rodziny gadziogłówkowatych (Gomphidae).